# Богомол-молельщик
Богомол-молельщик (лат. Iris oratoria) — вид насекомых из семейства Eremiaphilidae отряда богомоловых. Вид распространён в Средиземноморье: на юге Европы, на Ближнем Востоке, в Северной Африке, а также завезён в юго-западные штаты США.
Среднего размера насекомое, 45—55 мм в длину. Крылья и надкрылья самки укороченные до середины брюшка. Обычно зелёного цвета с коричневыми отметинами, иногда серый, желтоватый или бурый. Задние крылья красные, с концентрическими чёрно-фиолетовыми пятнами.
От близкородственного вида восточного ириса (Iris polystictica), ареал которого находится восточнее, отличается наличием полностью прозрачных пятен в ячейках передней лопасти заднего крыла.
Если богомола потревожить, он поднимает передние ноги в сторону от тела, выгибает брюшко вверх, поднимает крылья с тёмными концентрическими пятнами и поворачивает тело так, чтобы нападающий видел их.
Самки иногда поедают самцов во время спаривания.
Самцы часто летят на свет вечером.
В Европе встречается во Франции, Испании, Италии, Хорватии, Македонии, Албании, Греции, Болгарии, Кипре. На Ближнем Востоке встречается в Турции и Ливане. В Африке известен из Алжира.
В 1930-х годах завезён в южную Калифорнию, откуда распространился по штату, а также и в соседнюю Аризону, вероятно с помощью человека (поскольку взрослые самки не летают), конкурируя с местным видом Stagmomantis limbata.